# Volvi (Macedonia Centrale)
Volvi (in greco Βόλβη?) è un comune della Grecia situato nella periferia della Macedonia Centrale (unità periferica di Salonicco) con 24.454 abitanti secondo i dati del censimento 2001.
È stato istituito a seguito della riforma amministrativa detta Programma Callicrate in vigore dal gennaio 2011 che ha abolito le prefetture e accorpato numerosi comuni.